# TT257
TT257 (Theban Tomb 257) è la sigla che identifica una delle Tombe dei Nobili ubicate nell'area della cosiddetta Necropoli Tebana, sulla sponda occidentale del Nilo dinanzi alla città di Luxor, in Egitto. Destinata a sepolture di nobili e funzionari connessi alle case regnanti, specie del Nuovo Regno, l'area venne sfruttata, come necropoli, fin dall'Antico Regno e, successivamente, sino al periodo Saitico (con la XXVI dinastia) e Tolemaico.

## Titolare
TT257 era la tomba di:
| Titolare                      | Titolo | Necropoli | Dinastia/Periodo                                                                              | Note |
| ----------------------------- | --- | --------- | --------------------------------------------------------------------------------------------- | ---- |
| Neferhotep (usurpata da Mahu) | Neferhotep: Scriba contabile del grano di Amon; Mahu: Delegato nella dimora di Usermaat-Ra-Setpenra (ovvero il Ramesseum) nei possedimenti di Amon. | El-Khokha | Neferhotep: XVIII dinastia (da Thutmosi IV ad Amenhotep III); Mahu: XIX dinastia (Ramses II); |      |

## Biografia
Uniche notizie biografiche ricavabili sono relative a Mahu il cui padre, forse, si chiamava Piay, mentre la moglie era Tawert.

## La tomba
TT257 presenta forma irregolare con una sala rettangolare, non ultimata, in cui si innalzavano due colonne che, senza soluzione di continuità, si prolunga in analoga struttura appartenente alla TT256 talché la sala stessa appare molto più larga di quanto in realtà sia. Data la forma irregolare non si esclude che intenzione fosse quella di ampliare la struttura a discapito della adiacente tomba TT256 da cui, attualmente, peraltro si accede. 
Sulle pareti (1 nero in planimetria) su tre registri sovrapposti, Mahu in offertorio ad alcune divinità; Horus-Inmutef e Thot in colloquio con Osiride accompagnato da Horus, Shu, Tefnut, Geb e Nut, Ptah-Sokaris e Hathor; scene della processione funeraria verso la piramide con la mummia nel sarcofago trainato da buoi (?). Sulla parete laterale (2) una stele incompiuta con il defunto e la moglie in adorazione della Dea dell'Occidente (Mertseger), resti di testi sacri; ai lati Mahu in offertorio e la moglie in adorazione di Hathor; poco oltre (3) il defunto Mahu. Sulla parete a destra dell'ingresso, su tre registri, (4) Mahu adora i quattro Figli di Horus; Mahu adora Osiride e Iside; Mahu e la moglie adorano Osiride, Anubi e Thot, rappresentato come babbuino, e la barca di Ra-Horakhti. Poco oltre (5) stele con il testo originale intitolato a Neferhotep; ai lati Mahu e la moglie. Poco oltre (6), su un pilastro, Mahu in adorazione con testi dedicati a Osiride; seguono (7) Mahu e la moglie in adorazione di Osiride e Iside (?); in tre registri (9) Mahu e la moglie dinanzi a una divinità non identificabile; Mahu e altri (?) dinanzi a Osiride Iside e Nephtys. Su altra parete (8) in cinque scene, preti dinanzi alla statua del defunto e, su tre registri, Mahu e la moglie adorano Thot e Hathor, e un prete dinanzi a Piay (forse padre di Mahu) e alla di lui moglie. Un corridoio, sulla cui architrave sono visibili ancora testi forse della XVIII dinastia (10) immette in una sala perpendicolare alla precedente, il cui soffitto reca frammenti testuali della XVIII dinastia.

### Annotazioni
1. ↑  La numerazione dei locali e delle pareti segue quella di Porter e Moss 1927, p. 334.
2. ↑  La prima numerazione delle tombe, dalla numero 1 alla 252, risale al 1913 con l'edizione del "Topographical Catalogue of the Private Tombs of Thebes" di Alan Gardiner e Arthur Weigall. Le tombe erano numerate in ordine di scoperta e non geografico; ugualmente in ordine cronologico di scoperta sono le tombe dalla 253 in poi.
3. ↑  I campi della Duat, ovvero l'aldilà egizio, si trovavano, secondo le credenze, proprio sulla riva occidentale del grande fiume.
4. ↑  Nella sua epoca di utilizzo, l'area era nota come "Quella di fronte al suo Signore" (con riferimento alla riva orientale, dove si trovavano le strutture dei Palazzi di residenza dei re e i templi dei principali dei) o, più semplicemente, "Occidente di Tebe".
5. ↑  le Tombe dei Nobili, benché raggruppate in un'unica area, sono di fatto distribuite su più necropoli distinte.
6. ↑  Le note di Gardiner e Weigall, tratte dal "Topographical Catalogue", ed. 1913, terminano con la tomba TT252
7. ↑  Considerato lo stretto legame architettonico tra le tombe, le numerazioni in planimetria sono state riporta in differente colore: rosso per la TT256; nero per la TT257.

### Fonti
1. ↑  Gardiner e Weigall 1913.
2. ↑  Donadoni 1999,  p. 115.
3. 1 2 3  Porter e Moss 1927,  p. 341.
4. ↑  Porter e Moss 1927,  pp. 341-342.